# Viktor Anichkin
Viktor Ivanovich Anichkin (Sverdlovsk, 8 de dezembro de 1941 - 5 de janeiro de 1975) foi um futebolista soviético, que atuava como defensor.

## Carreira
Viktor Anichkin fez parte do elenco da Seleção Soviética de Futebol, da Euro de 1964 e 1968.

## Falecimento
Faleceu em 1975, devido a problemas cardíacos.